# Ambulyx inouei
Ambulyx inouei là một loài bướm đêm thuộc họ Sphingidae. Loài này có ở Sulawesi.